# GNB1
GNB1‏ (G protein subunit beta 1) هوَ بروتين يُشَفر بواسطة جين GNB1 في الإنسان.